# Lenguas kikuyu-kamba
Las lenguas kikuyu-kamba o lenguas thagiichu o thagiisu son un grupo de lenguas bantúes nororientales propuesto recientemente como un grupo filogenético. En la clasificación de Guthrie fueron clasificadas dentro de la zona geográfica E (principalmente dentro del grupo E50). Las lenguas de la zona E de Guthrie no parecen constituir un grupo filogenético válido a diferencia del grupo más restringido formado por las lenguas kikuyu-kamba. Las lenguas demográficamente más importantes son el Guikuyu o kikuyu (6,6 millones) y el kamba (3,9 millones).

## Clasificación
Las lenguas kikuyu-kamba se clasifican como:
- Sonjo (E40)
- Chuka
- Meru (incluye, Tharaka, Mwimbi-Muthambi)
- Meridional
  - Kamba, Daisu
  - Gikuyu, Embu

## Comparación léxica
Los numerales en diferentes lenguas kikuyu-kamba son:
| GLOSA | Septentrional | Septentrional | Septentrional | Meridional | Meridional | Meridional | PROTO- KIKUYU-KAMBA |
| GLOSA | Chuka         | Meru          | Tharaka       | Embu       | Kamba      | Gikuyu     | PROTO- KIKUYU-KAMBA |
| ----- | ------------- | ------------- | ------------- | ---------- | ---------- | ---------- | ------------------- |
| '1'   | îmwe          | îmwe          | îmwe          | imwe       | ĩ̀mwɛ́       | èmwɛ́       | *i-mwe              |
| '2'   | ciîrî         | ijîrî         | ciirî         | igiri      | ìlɪ̃́        | ìɣeré      | *i-giri             |
| '3'   | itʰatû        | itʰatû        | itʰatû        | itʰatu     | ìtatʊ̃́      | ìðató      | *i-tʰatu            |
| '4'   | iɲa           | iɲa           | iɲa           | iɲe        | ìɲá        | ìɲá        | *i-ɲa               |
| '5'   | itʰano        | itʰaːno       | itano         | itʰano     | ìtanó      | ìðanɔ́      | *i-tʰaːno           |
| '6'   | itʰatʰatû     | itʰatʰatû     | itʰatʰatû     | itʰatʰatu  | ðanðatʊ̃́    | ìðaðató    | *i-tʰatʰatu (3+3)   |
| '7'   | mûgwanja      | mûgwanja      | muwanja       | muguanja   | mʊ̃̀onzá     | mùɣwadʒá   | *mu-gwaⁿɟa          |
| '8'   | iɲaɲa         | iɲaːɲa        | iɲaɲa         | iɲaɲa      | ɲaɲá       | ìɲaɲá      | *i-ɲaːɲa            |
| '9'   | kenda         | kenda         | kenda         | kenda      | kɛ̀ndá      | kɛ̀ndá      | *k-eⁿda             |
| '10'  | îkûmi         | îkûmi         | îkûmi         | ikumi      | ɪ̃̀kʊ̃mí      | ìkomí      | *i-kumi             |